# 柯升
柯升（Charles-Nicolas Cochin，1715年2月22日—1790年4月29日，也译作小科尚）是法国铜版画家。跟随其父学画，1751年成为法兰西学院院士，1752年任国王藏画总管。